# Stella Adams
Stella Adams (ur. 1883 w Sherman, zm. 1961 w Woodland Hills) – amerykańska aktorka komediowa i westernowa.
W 1907 r. po raz pierwszy zagrała w filmie. Z branżą na dobre związała się w 1912 r. Początkowo pracowała dla Nestor Studio. Kiedy w 1916 r. Al Christie, kierownik produkcji w Nestor, założył własną wytwórnię Christie Film Company, odeszła razem z nim. W późniejszym okresie pracowała m.in. dla wytwórni Universal i Fox.

## Wybrana filmografia
- The Power of the Sultan (1907)
- The Passing Parade (1912)
- The Tale of the Hat (1913)
- The Girl Ranchers (1913)
- The Golden Princess Mine (1913)
- The Power of Heredity (1913)
- When Cupid Won (1913)
- When Ursus Threw the Bull (1914)
- His Royal Pants (1914)
- All Aboard (1915)
- Love and a Savage (1915)
- Good Night, Nurse (1916)
- Never Lie to Your Wife (1916)
- Her Steady Carfare (1916)
- Five Little Widows (1917)
- A Bold Bad King (1917)
- Under the Western Skies (1926)
- Showing Off (1927)
- Keeping in Trim (1927)
- Passing the Joneses (1927)
- Society Breaks (1927)
- Me, Gangster (1928)
- Reel Life (1928)
- Horse Play (1928)
- A Big Bluff (1928)
- Meet the Count (1928)
- McGinnis vs. Jones (1928)
- Bachelor Mother (1932)
- Sister to Judas (1932)
- The Vampire Bat (1933)
- The Whirlwind (1933)
- Sing, Sinner, Sing (1933)
- Teodora robi karierę (1936)[2]